# Caspar Levias
Caspar Levias est un orientaliste américain des XIXe et XXe siècles (13 février 1860 - 17 février 1934), spécialisé en grammaire des dialectes judéo-araméens dans lesquels ont été rédigés les Talmuds.

## Éléments biographiques
Né à Zagare, dans la région de Kaunas en Lituanie, il reçoit une éducation juive traditionnelle, puis suit des études secondaires en Russie. 
Arrivé aux États-Unis en 1882, il effectue sa formation universitaire à l'université Columbia de New York (A.M.) et à l'Université Johns-Hopkins de Baltimore ; il est fellow en langues orientales dans la première université (1893-94), et fellow en langues sémitiques dans la seconde (1894-95). À partir de 1895 il enseigne l'exégèse biblique, le Midrash, l'hébreu et l'araméen au Hebrew Union College de Cincinnati dans l'Ohio, rattaché au judaïsme réformé américain. Il le quitte en 1905, probablement en raison de son adhésion au sionisme, alors réprouvé par le judaïsme réformé, et déménage à New York. Il y collabore à la Jewish Encyclopedia, et enseigne la grammaire hébraïque et araméenne au Jewish Teachers Institute.
Il meurt à Newark, dans le New Jersey, en 1934.

## Œuvres
Les travaux de Caspar Levias sont pour la plupart d'ordre philologique. Ils ont été publiés pour la plupart dans The American Journal of Semitic Languages et dans le  Hebrew Union College Journal :
- A Grammar of the Aramaic Idiom Contained in the Babylonian Talmud, Am. J. Sem. Lang 1900, réédité en 1971 par Gregg
  - Une version hébraïque plus élaborée a été publiée sous le titre de A grammar of Babylonian Aramaic, Alexander Kohut memorial foundation, 1930[3]
- Otṣar ḥokhmat ha-lashon, Leipzig 1913, rééd. G. E. Stechert, 1914, New York
Il s'agit de l'un des deux dictionnaires réalisées par Levias, l'autre étant un dictionnaire de termes médicaux en hébreu, demeuré impublié à ce jour. L’Otṣar recense les termes philologiques afférents à la logique, la grammaire, la poésie et la rhétorique dans la littérature hébraïque, de la Bible au Moyen Âge[3].
- Enallage in the Bible,  The American Journal of Semitic Languages and Literatures 50 (1934):104-108.
- (he) Dikduk ha-Aramit ha-Gelilit li-sefat ha-Talmud ha-Yerushalmi veha-midrashim, Bet ha-midrash le-rabanim ba-Amerikah, 1986
- Grammar of Galilean Aramaic, Ktav Publishing House 1987

Il a en outre publié The Justification of Zionism, à l'invitation d'Isaac Mayer Wise, en 1899.